# أنقولية مميزة
أنقولية مميزة (الاسم العلمي:Aquilegia eximia) هي نوع من النباتات تتبع جنس الأنقولية من الفصيلة الحوذانية.